# Katpar
Katpar là một thị trấn thống kê (census town) của quận Bhavnagar thuộc bang Gujarat, Ấn Độ.

## Nhân khẩu
Theo điều tra dân số năm 2001 của Ấn Độ, Katpar có dân số 7043 người. Phái nam chiếm 50% tổng số dân và phái nữ chiếm 50%. Katpar có tỷ lệ 34% biết đọc biết viết, thấp hơn tỷ lệ trung bình toàn quốc là 59,5%: tỷ lệ cho phái nam là 50%, và tỷ lệ cho phái nữ là 18%. Tại Katpar, 21% dân số nhỏ hơn 6 tuổi.